# Катандува
Катандува (порт. Catanduva) — муніципалітет у Бразилії, входить до штату Сан-Паулу. Складова частина мезорегіону Сан-Жозе-ду-Ріу-Прету. Входить в економіко-статистичний мікрорегіон. Населення становить 109 362 особи на 2007 рік. Займає площу 292,240 км. Щільність населення - 400,3 чол./км².
Свято міста — 14 квітня.

## Історія
Місто засноване в 1918.

## Статистика
- Валовий внутрішній продукт на 2003 становить 1.458.306.993,00 реалів (дані: Бразильський інститут географії та статистики).
- Валовий внутрішній продукт на душу населення на 2003 становить 13.034,91 реалів (дані: Бразильський інститут географії та статистики).
- Індекс розвитку людського потенціалу на 2000 становить 0,833 (дані: Програма розвитку ООН).

## Географія
Клімат: тропічний. Відповідно до класифікації Кеппена, клімат відноситься до категорії Aw.